# Плимутское сражение
Плимутское сражение — морское сражение Первой англо-голландской войны, состоявшееся 16 (26) августа 1652 года между английским флотом под командованием «морского генерала» (англ. General-at-Sea) Джорджа Эйскью и флотом Соединённых Провинций под командованием вице-командора Михаила де Рюйтера, завершившееся неожиданной победой голландцев.

## Предыстория
29 июля Михаил де Рюйтер был назначен вице-командором (голландское воинское звание между капитаном и контр-адмиралом) объединенного голландского флота. Вскоре после этого он, в отсутствие вице-адмирала Витте де Витта, принял на себя командование эскадрой, снаряженной в Вилингене, у берегов Зеландии, для сопровождения большого торгового каравана. Около 20 августа де Рюйтер отправился на помощь каравану, узнав, что 29 июля из Даунса вышел английский флот Джорджа Эйскью. Эскадра де Рюйтера на тот момент состояла из 23 военных кораблей и шести брандеров, в общей сложности около 600 пушек и 1700 матросов. Де Рюйтер сообщил Генеральным штатам Нидерландов, что большинство матросов были ослаблены, многие корабли находились в плохом состоянии. Тем не менее он предпочел дать бой англичанам, чтобы защитить конвой .
Войдя в Ла-Манш, де Рюйтер обнаружил, что Эйскью не был заинтересован в открытом бою с голландской эскадрой, а рассчитывал перехватить конвой. Чтобы привлечь англичан, де Рюйтер появился у берегов Суссекса, но, несмотря на панику среди местного населения, Эйскью, чья эскадра к этому времени возросла до 42 кораблей, не отреагировал. Между тем де Рюйтер потерял два корабля, которые он отправил к устью реки Сомма — в результате столкновения с торговым кораблем Sint Nicolaes затонул, а Gelderlandt получил серьезные повреждения.
21 августа де Рюйтер, наконец, встретился с конвоем в южной части Северного моря. Он с удовлетворением заметил, что в составе конвоя были десять военных кораблей, которые присоединились к эскадре, увеличив её численность до 31 корабля. 23 августа де Рюйтер вновь вошел в канал в районе Кале. Его задачей было сопроводить конвой до Атлантики; там большинство судов отправились бы в Средиземное море вместе с десятью кораблями сопровождения, а эскадра де Рюйтера дождалась бы подхода торговых судов, везших серебро из Вест-Индии. Флот Эйскью к тому времени вырос до 47 судов: 38 военных кораблей, среди которых были вооруженные торговые корабли; 5 брандеров и четыре кеча.

## Битва
25 августа англичане заметили голландский флот у Плимута. На следующий день около 13:30 Эйскью у берегов Бретани предпринял лобовую атаку на конвой. Он рассчитывал, что голландцы запаникуют и бросят наименее быстроходные суда конвоя, что сулило англичанам трофеи. Но Рюйтер неожиданно разделил свою эскадру и изменил курс, чтобы встретить атаку Эйскью. Английские корабли в среднем были лучше вооружены, но потеряли строй из-за действий самых быстрых судов эскадры, в том числе флагмана Эйскью George и вице-флагмана Vanguard, вырвавшихся вперед в надежде стремительным ударом обратить голландцев в бегство. В итоге англичане уже были не в состоянии сформировать линию фронта и в полной мере использовать своё преимущество в огневой мощи. Голландская эскадра, развернув паруса на северо-запад, сформировала оборонительную линию с флагманом Рюйтера в центре. Около 16:00 голландский флот и семь вырвавшихся вперед английских кораблей сблизились. Англичане, поймав ветер, взломали голландскую линию, но потеряли свой строй. Корабли противников смешались, и сражение перешло в ближний бой. Большая часть английской эскадры ещё только приближалась к месту боя, и голландцы до этого времени получили преимущество в численности и огневой мощи.
Крупнейший 40-пушечный голландский корабль Vogelstruys, по голландским стандартам вооруженный 18-фунтовыми орудиями, отбился от остальной части голландского флота и попал под огонь сразу трех английских кораблей. Его экипаж был близок к капитуляции, когда капитан Дауэ Аукес пресёк панику. Он с зажжённым пальником стал около порохового погреба и пригрозил команде взорвать судно, если матросы спустят флаг и сдадутся. Столкнувшись с этой перспективой, голландские матросы воодушевились, отбили попытку абордажа и вернулись к орудиям. В итоге английские корабли получили серьезные повреждения, два из них еле держались на плаву, третий вышел из боя и атака прервалась. Голландцы использовали свою любимую тактику, выводя из строя корабли противника огнём по мачтам и такелажу.
В конце второй половины дня Эйскью, не видя перспектив в продолжении боя, дал приказ отступить и вернуться в Плимут для ремонта.
Противники не потеряли ни одного корабля, но обе стороны понесли тяжелые потери среди экипажей. Голландцы потеряли около шестидесяти убитыми и пятидесяти человек ранеными. Отчеты о потерях англичан разнятся: по одним данным, потери составили около семисот человек (большинство — в ходе неудавшегося нападения на Vogelstruys), по другим — 91 убитый, среди них капитан английского флагмана Томас Лисл. Контр-адмиралу Майклу Пэку ампутировали ногу, и вскоре после этого он умер от осложнений.
Рюйтер преследовал английский флот после его отступления. Утром следующего дня выяснилось, что противники по-прежнему находились вблизи друг от друга, и Рюйтер рассчитывал захватить некоторые отставшие английские суда. Однако Эйскью, опасаясь за свою репутацию, 27 августа убедил военный совет снова дать бой, если это будет необходимо, и эта решительность позволила ему благополучно довести свою эскадру в Плимут 28 августа. После этого Рюйтер послал два военных корабля для сопровождения торгового флота через Ла-Манш в Атлантику. Некоторое время спустя он попытался атаковать вражеский флот на рейде в Плимуте, но из-за погоды решил этого не делать. Узнав, что Роберт Блейк следует на запад с превосходящими силами, Рюйтер решил отступить ещё западнее. 25 сентября Блейк достиг Портленда и разослал эскадру из восемнадцати парусников под командованием Уильяма Пенна, чтобы перехватить Рюйтера, но тот укрылся у французского побережья и дождался, пока англичане из-за бури отправятся в Торбей. Рюйтер благополучно сопроводил двенадцать торговых судов в Кале 2 октября. Вскоре после этого девять или десять голландских судов, среди них был и флагман Рюйтера Kleine Neptunis, были вынуждены вернуться в порт для ремонта.

## Последствия
Англичане ожидали легкой победы из-за их превосходства в вооружении и численности, и исход боя явился для них неприятным сюрпризом. Между тем голландцы радовались тактической победе, а Рюйтер в одночасье стал национальным героем. Эйскью же был обвинен в плохом руководстве и организации: его попытка представить исход боя как победу оказалась неубедительной. Он был уволен с морской службы, хотя, вероятно, на то были и политические причины — он был известным роялистом.
Эта победа оказалась очень важной для военно-морской карьеры Рюйтера — он впервые самостоятельно командовал флотом. После боя он получил прозвище Морской лев. Прежде чем вернуться домой, Рюйтер принял участие в битве при Кентиш-Нок, а прибыв в Мидделбург, был награждён золотой почетной цепью.

## Составы эскадр

### Нидерланды
| Название               | Командир                      | Количество орудий | Примечания                         |
| ---------------------- | ----------------------------- | ----------------- | ---------------------------------- |
| Vogelstruys            | Доуве Аукес                   | 40                | Голландская Вест-Индская компания  |
| Vrede                  | Петер Саломонсзон             | 40                | Голландская Вест-Индская компания  |
| Haes in 't Veldt       | Лендерт ден Хаэн              | 30                | Адмиралтейство Зеландии            |
| Sint Nicolaes          | Андрес ван ден Букхорст       | 23                | Адмиралтейство Фрисландии          |
| Liefde                 | Йост Банкерт де Йонге         | 26                | Адмиралтейство Зеландии            |
| Kleine Neptunis        | Михаил де Рюйтер              | 28                | Адмиралтейство Зеландии            |
| Albertina              | Ромбоут ван дер Парре         | 24                | Адмиралтейство Фрисландии          |
| Sint Pieter            | Ян Янсзон ван дер Валк        | 28                |                                    |
| Westergo               | Йорис Петерсзон ван ден Бруке | 28                | Адмиралтейство Фрисландии          |
| Engel Michiel          | Эммануил Залинген             | 40                | Адмиралтейство Амстердама          |
| Drie Coningen          | Лукас Альбертсзон             | 38                | Адмиралтейство Амстердама          |
| Gelderland             | Корнелис ван Велсен           | 28                |                                    |
| Graaf Hendrik          | Ян Рендерсзон Вагенер         | 30                | Адмиралтейство Фрисландии          |
| Wapen van Swieten      | Якоб Сигельсзон               | 28                | Адмиралтейство Зеландии            |
| Kasteel van Medemblick | Габриэль Антойниссен          | 26                | Адмиралтейство Амстердама          |
| Westcapelle            | Клес Янсзон Зангер            | 26                | Адмиралтейство Зеландии            |
| Eendraght              | Андрес Фортуйн                | 24                |                                    |
| Amsterdam              | Симон ван дер Эк              | 36                | Адмиралтейство Амстердама          |
| Faeme                  | Корнелис Лонке                | 36                | Адмиралтейство Зеландии            |
| Schaepherder           | Альберт Петерсзон Квабур      | 28                | Адмиралтейство Фрисландии          |
| Sarah                  | Ханс Карелсзон Беке           | 24                | Адмиралтейство Фрисландии          |
| Hector van Troye       | Рейнер Секема                 | 24                | Адмиралтейство Фрисландии          |
| Rotterdam              | Ян Арентсен Верхефф           | 26                |                                    |
| Hoop                   | Томас Янсзон Дийк             |                   | Адмиралтейство Амстердама; брандер |
| Amsterdam              | Ян Овербеке                   |                   | брандер                            |
| Gekroonde Liefde       | Якоб Херман Виссер            |                   | Адмиралтейство Зеландии; брандер   |
| Orangieboom            | Лендерт Арендсзон де Ягер     |                   | Адмиралтейство Амстердама; брандер |
| Sinte Maria            | Ян Клеасзон Корф              |                   | Адмиралтейство Амстердама; брандер |
| Goude Saele            | Корнелис Беке                 |                   | Адмиралтейство Амстердама; брандер |

### Англия
| Название                          | Командир                   | Количество орудий |
| --------------------------------- | -------------------------- | ----------------- |
| George (флагман)                  | Джордж Эйскью              | 52                |
| Amity                             | Майкл Пэк                  | 36                |
| Success (торговый)                |                            | 30                |
| Ruth (торговый)                   |                            | 30                |
| Brazil frigate (торговый)         |                            | 24                |
| Malaga Merchant (торговый)        |                            | 30                |
| Increase (торговый)               | Томас Варвелл              | 36                |
| Vanguard                          | вице-адмирал Уильям Хэддок | 46                |
| Success                           | Уильям Кендалл             | 36                |
| Pelican                           | Джозеф Джордан             | 42                |
| Pearl (?)                         | Роджер Каттенс             | 24                |
| John and Elizabeth (торговый)     |                            | 26                |
| George Bonaventure (?) (торговый) | Джон Крампе                | 20                |
| Anthony Bonaventure (торговый)    | Уолтер Хоксон              | 36                |
| Unity (торговый)                  |                            |                   |
| Maidenhead (торговый)             |                            | 36                |
| Constant Anne (кеч)               |                            |                   |
| Bachelor (кеч)                    |                            |                   |
| Charity (брандер)                 | Саймон Ортон               |                   |